# Arthisma scissuralis
Arthisma scissuralis là một loài bướm đêm trong họ Noctuidae.